# Calamus aidae
Calamus aidae är en enhjärtbladig växtart som beskrevs av Edwino S. Fernando. Calamus aidae ingår i släktet Calamus och familjen Arecaceae. Inga underarter finns listade i Catalogue of Life.